# Eisenhorn: Xenos
Eisenhorn: Xenos est un jeu vidéo d'action-aventure développé et édité par Pixel Hero Games, sorti en 2016 sur Windows, iOS et Android.
Situé dans l'univers de Warhammer 40,000, il est adapté de la trilogie de romans de Dan Abnett.

## Accueil
- Pocket Gamer : 9/10[1]
- TouchArcade : 2,5/5[2]